# 阿萨 (布尔戈斯省)
阿萨，是西班牙卡斯蒂利亚-莱昂布尔戈斯省的一个市镇。总面积84平方公里，2001年总人口35人，人口密度0.4人/平方公里。